# Piñón (revista de Magisterio Español)
Piñón fue una revista de historietas, suplemento de la publicación El Magisterio Español, que contó con dos etapas diferenciadas.

## Primera etapa
En su primera etapa, "Piñón" contó con colaboradores como Lilí Escribá, Francisco Flanes, Juan A. Guerra, Nino Yñaki, Albert René y Carmen Santacatalina, que le aportaban un toque pop a la manera del Alan Aldridge de El submarino amarillo (1968). 
| Años | Números | Título               | Guionista      | Dibujante           | Procedencia          |
| ---- | ------- | -------------------- | -------------- | ------------------- | -------------------- |
| 1969 |         | Camelote             | Fernando Asián | Chiqui de la Fuente | Nueva                |
| 1970 |         | Veneno y su sombra   | Fernando Asián | Solís               | Nueva                |
| 1972 |         | Virgilio y Katakrak  | Jan            | Jan                 |                      |
| 1972 |         | Sicodelic Hood       | Jan            | Jan                 | Gaceta Junior (1970) |
|      |         | Robin de los bosques | Bob de Groot   | Turk                |                      |
|      |         | Simplicio el poeta   |                |                     |                      |

## Segunda etapa
En su segunda etapa, "Piñón" incluyó las siguientes series:
| Años | Números | Título    | Guionista          | Dibujante | Procedencia |
| ---- | ------- | --------- | ------------------ | --------- | ----------- |
| 1977 |         | Policíaco | Rodríguez Gordillo | Armando   | Nueva       |

Incapaz de competir con la Editorial Bruguera, acabó pereciendo en 1980, con unos 120 números publicados.